# 鳥取地方検察庁
鳥取地方検察庁（とっとりちほうけんさつちょう）は、鳥取県鳥取市にある日本の地方検察庁の一つで、鳥取県を管轄している。略称は、鳥取地検（とっとりちけん）。倉吉、米子に支部を置いている。

## 沿革
- 1947年（昭和22年）5月
  - （本庁）鳥取地方裁判所庁舎内に鳥取地方検察庁及び鳥取区検察庁が発足。
  - （倉吉支部）鳥取地方裁判所倉吉支部庁舎内に鳥取地方検察庁倉吉支部及び倉吉区検察庁が発足。
  - （米子支部）鳥取地方裁判所米子支部庁舎内に鳥取地方検察庁米子支部及び米子区検察庁が発足。
- 1974年（昭和49年）6月
  - （倉吉支部）現敷地に庁舎を新築し、現在に至る。
- 1978年（昭和53年）12月
  - （本庁）現敷地に庁舎を新築し、現在に至る。
- 1989年（平成元年）12月
  - （米子支部）現敷地に米子地方合同庁舎を新築移転し、現在に至る。

## 所在地
- 本庁 - 鳥取市西町3丁目201　北緯35度30分15.7秒 東経134度14分1.7秒 / 北緯35.504361度 東経134.233806度
JR山陰線・因美線 鳥取駅から徒歩20分
日本交通（バス）・日ノ丸バス「わらべ館前」バス停から徒歩1分

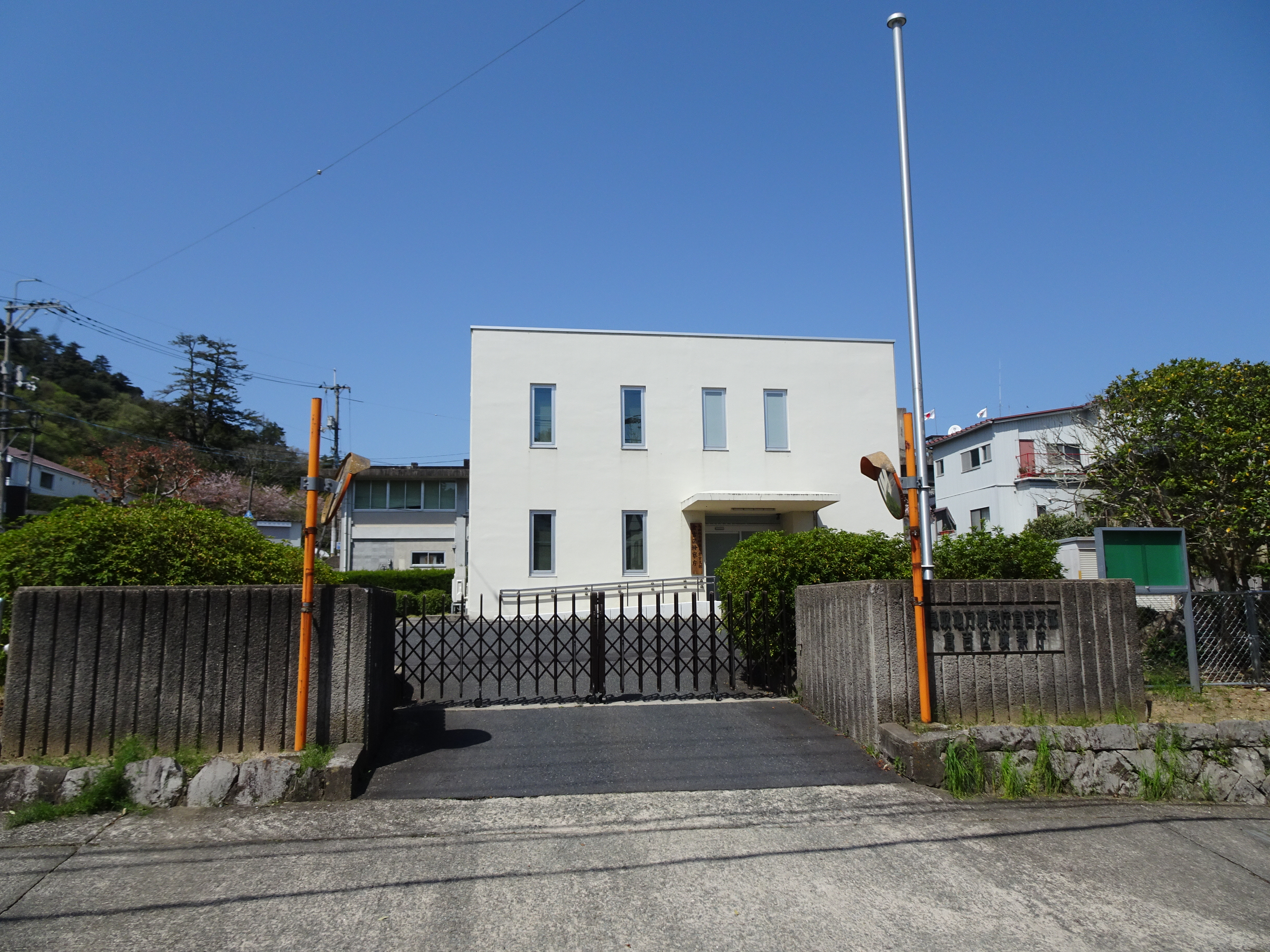
倉吉支部 - 倉吉市葵町719　北緯35度25分46.5秒 東経133度49分35.1秒 / 北緯35.429583度 東経133.826417度
JR山陰線 倉吉駅から日本交通（バス）・日ノ丸バスに乗車、「市役所・打吹公園入口」バス停から徒歩6分
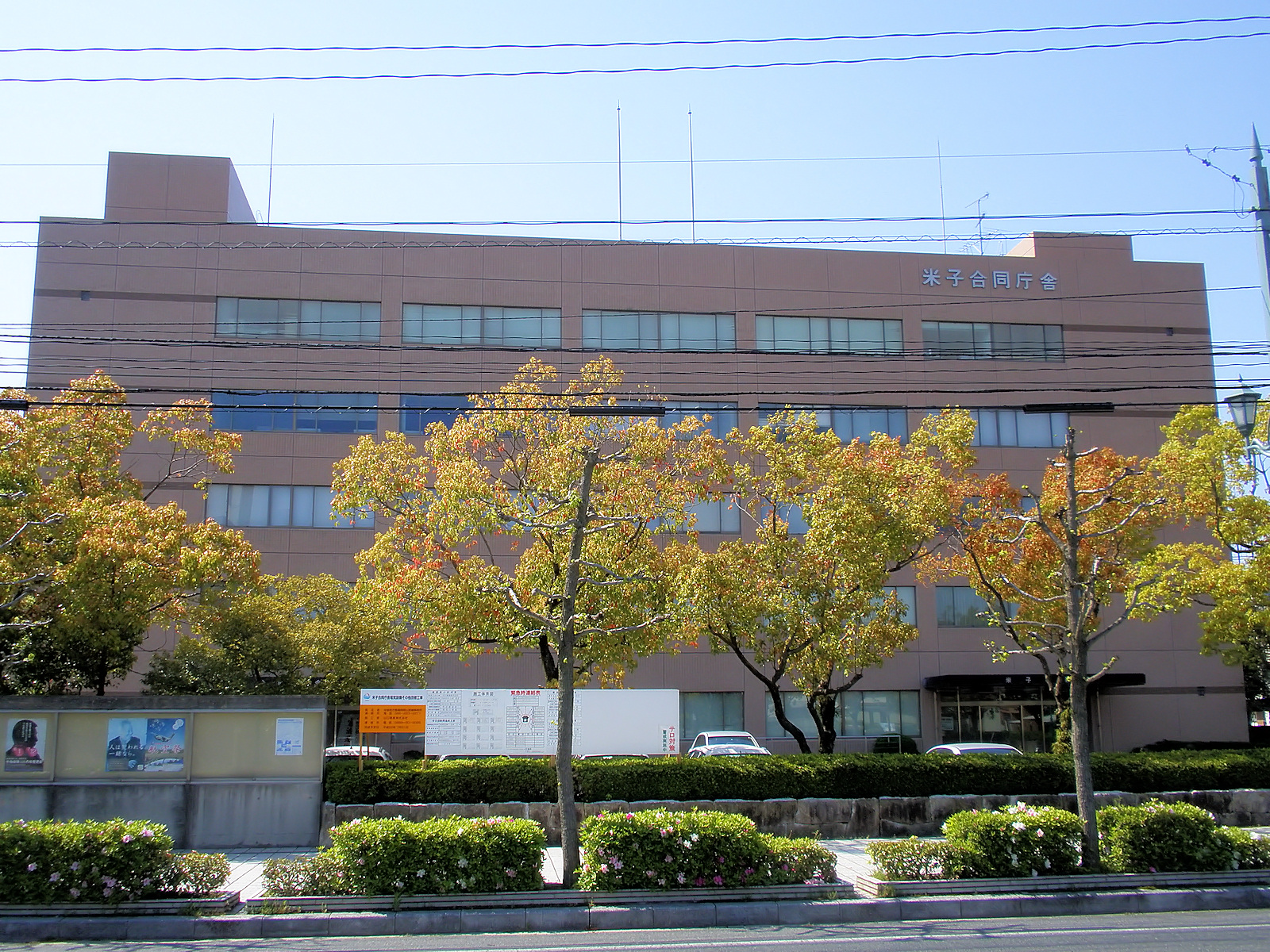
米子支部 - 米子市東町124-16 米子地方合同庁舎　北緯35度25分39.5秒 東経133度19分58.1秒 / 北緯35.427639度 東経133.332806度
JR山陰線・境線 米子駅から徒歩7分 日本交通（バス）・日ノ丸バス「市役所前」バス停から徒歩3分

- 倉吉支部
- 米子支部

## 管轄
- 本庁
  - 鳥取区検察庁（鳥取市、岩美郡、八頭郡）
- 倉吉支部
  - 倉吉区検察庁（倉吉市、東伯郡）
- 米子支部
  - 米子区検察庁（米子市、境港市、西伯郡、日野郡）